# Maria Andrejczyk
Maria Magdalena Andrejczyk (ur. 9 marca 1996 w Suwałkach) – polska lekkoatletka specjalizująca się w rzucie oszczepem, trzykrotna olimpijka (2016, 2020, 2024), wicemistrzyni olimpijska. 
Medalistka mistrzostw Polski we wszystkich kategoriach wiekowych oraz ogólnopolskiej olimpiady młodzieży. Rekordzistka Polski seniorek (71,40 m, 9 maja 2021 roku w Splicie – 3. wynik w historii światowej lekkoatletyki) i juniorek (62,11 m, 1 sierpnia 2015 roku w Cetniewie).

## Życiorys
Urodziła się 9 marca 1996 w Suwałkach. Jest córką Małgorzaty z domu Karłowicz (była kulomiotka) i Tomasza, ma czterech braci. Pochodzi z miejscowości Kukle w powiecie sejneńskim. Treningi lekkoatletyczne rozpoczęła w piątej klasie szkoły podstawowej pod okiem nauczyciela wychowania fizycznego Karola Sikorskiego. W czasie nauki w Gimnazjum nr 2 w Sejnach reprezentowała w latach 2010–2011 tamtejszy Uczniowski Klub Sportowy przy Liceum Ogólnokształcącym, w ostatniej klasie została zawodniczką Hańczy Suwałki. W Liceum Ogólnokształcącym w Sejnach łączyła naukę i grę w siatkówkę z treningami lekkoatletycznymi. Po zdaniu matury w 2015 roku, w 2016 roku podjęła studia na filologii angielskiej na Uniwersytecie w Białymstoku, rok później przeniosła się na filologię angielsko-rosyjską (specjalizacja translatorska) w PWSZ w Suwałkach, którą ukończyła w 2019 roku.
W 2011 roku zdobyła pierwszy medal imprezy rangi mistrzostw Polski – złoto czempionatu młodzików w Kielcach. Pierwszą imprezą międzynarodową, w jakiej wystartowała, były mistrzostwa świata juniorów młodszych w Doniecku w 2013 roku, które ukończyła na etapie eliminacji. Rok później zajęła 5. miejsce na juniorskich mistrzostwach świata w Eugene. W 2015 na zawodach w Eskilstunie została mistrzynią Europy juniorów.
W czerwcu 2016 roku zdobyła pierwsze miejsce w mistrzostwach Polski seniorów. W lipcu wzięła udział w mistrzostwach Europy w Amsterdamie, jednakże występ zakończyła na eliminacjach, w których zajęła 13. miejsce (do awansu do finału zabrakło 20 cm).
16 sierpnia na igrzyskach olimpijskich w Rio de Janeiro ustanowiła nowy rekord Polski w rzucie oszczepem z wynikiem 67,11 m, wygrywając eliminacje. Dwa dni później w konkursie finałowym zajęła 4. miejsce przegrywając rywalizację o brązowy medal o 2 cm z dwukrotną mistrzynią olimpijską, Czeszką Barborą Špotákovą. Tuż po konkursie olimpijskim, zaczęła odczuwać zmęczeniowe pęknięcie barku, które operowano w grudniu 2016 roku.
W 82. Plebiscycie na 10 Najlepszych Sportowców Polski 2016 roku uznano ją za Odkrycie Roku. Z powodu rehabilitacji opuściła sezon 2017, a w kolejnym roku nie powróciła do pełni formy (5. miejsce na mistrzostwach Polski w Lublinie). W październiku 2018 roku zdiagnozowano u niej kostniakomięsaka, którego szybko wyleczono.
23 sierpnia 2019 zdobyła po raz drugi mistrzostwo Polski seniorów wynikiem 59,00 m. Nieudane były dla niej późniejsze mistrzostwa świata w Dosze, na których nie przeszła eliminacji.
9 maja 2021 podczas Pucharu Europy Miotaczy w Splicie ponownie pobiła rekord Polski wynikiem 71,40. Był to trzeci wynik w historii tej dyscypliny i najlepszy wynik w ciągu dziesięciu lat.
6 sierpnia 2021 z wynikiem 64,61 m zdobyła srebrny medal podczas igrzysk olimpijskich w Tokio.
Reprezentantka Polski w pucharze Europy w rzutach.
W 2021 została odznaczona Krzyżem Kawalerskim Orderu Odrodzenia Polski.

## Progresja wyników
| Rok       | 2010  | 2011  | 2012  | 2013  | 2014  | 2015  | 2016  | 2018  | 2019  | 2020  | 2021  | 2022  | 2023  | 2024  | 2025  |
| Odległość | 28,51 | 41,21 | 44,58 | 41,24 | 56,53 | 62,11 | 67,11 | 54,24 | 63,39 | 65,70 | 71,40 | 57,53 | 55,89 | 65,52 | 60,42 |

## Osiągnięcia
| Rok  | Impreza                                 | Miejsce        | Lokata               | Wynik |
| ---- | --------------------------------------- | -------------- | -------------------- | ----- |
| 2013 | Mistrzostwa świata juniorów młodszych   | Donieck        | el. – 26. miejsce    | 45,14 |
| 2014 | Mistrzostwa świata juniorów             | Eugene         | 5. miejsce           | 53,66 |
| 2015 | Mistrzostwa Europy juniorów             | Eskilstuna     | 1. miejsce           | 59,73 |
| 2015 | Mistrzostwa świata                      | Pekin          | el. – 28. miejsce    | 56,75 |
| 2016 | Mistrzostwa Europy                      | Amsterdam      | el. – 13. miejsce    | 57,93 |
| 2016 | Igrzyska olimpijskie                    | Rio de Janeiro | 4. miejsce           | 64,78 |
| 2019 | Puchar Europy w rzutach                 | Šamorín        | 1. miejsce (grupa B) | 60,56 |
| 2019 | Superliga drużynowych mistrzostw Europy | Bydgoszcz      | 2. miejsce           | 63,39 |
| 2019 | Mistrzostwa świata                      | Doha           | el. – 22. miejsce    | 57,68 |
| 2021 | Puchar Europy w rzutach                 | Split          | 1. miejsce           | 71,40 |
| 2021 | Igrzyska olimpijskie                    | Tokio          | 2. miejsce           | 64,61 |
| 2022 | Mistrzostwa świata                      | Eugene         | el. – 21. miejsce    | 55,47 |
| 2024 | Puchar Europy w rzutach                 | Leiria         | 9. miejsce           | 55,04 |
| 2024 | Mistrzostwa Europy                      | Rzym           | 10. miejsce          | 58,29 |
| 2024 | Igrzyska olimpijskie                    | Paryż          | 8. miejsce           | 62,44 |
| 2025 | I dywizja drużynowych mistrzostw Europy | Madryt         | 2. miejsce           | 60,42 |

## Życie prywatne
Deklaruje się jako osoba wierząca.